# Лука Истанбул
Лука Истанбул је путнички терминал за крузере, налази се у насељу Каракој у Истанбулу. Састоји се од два суседна пристаништа, Галата и Салипазари, који се протежу од моста Галата на Златном рогу до Салипазарија на западној обали Босфора. У власништву је, и њиме управља, државна поморска линија. Терминал је сада интегрисан у 400.000 м2 Галатапорт који укључује двеста педесет продавница и ресторана, хотела, Музеј модерне уметности у Истанбулу и друге културне и забавне садржаје.

## Историја
Изградња пристаништа Галата је почела 1892, а завршена је осам година касније. Два складишта су изграђена 1910, а још три су додата 1928. Од 1925. лучка управа пружа потребну логистичку подршку бродовима, укључујући снабдевање водом и угљем, утовар и истовар, поморско пељарење и услуге спашавања на мору.
Године 1957. пристаниште Салипазари, које је изградило Министарство јавних радова, завршено је и предато Турској поморској банци. Лука Истанбул служила је као највећа морска лука у земљи за увоз терета до 1986. када је застарела због повећања контејнерског превоза.
Претворен у путнички терминал за бродове за крстарење поред постојећег пристаништа Галата, пристаниште Салипазари наставило је да служи као путнички терминал од 19. септембра 1988. Проширен је 2007. године како би се задовољила потражња растућег крузерског туризма.

## Лучки објекти
Лука Истанбул се састоји од три путничке хале, од којих две покривају површину од 4000 м2 сваки и други од 800 м2. Три хале могу да приме око 10.000 туриста на сат, одржавајући све функције граничне контроле.
Сви објекти су под надзором седамдесет и осам камера у контролном центру 24/7 ради безбедности.